# Javaplein
Het Javaplein in Amsterdam-Oost kreeg zijn naam in 1900 en werd vernoemd naar het eiland Java, een der grote Soenda-eilanden. Het plein vormt een knooppunt in de Indische Buurt, waar de Molukkenstraat en Javastraat elkaar kruisen en de Borneostraat en Ceramstraat op uit komen. Opvallende gebouwen aan het plein zijn het (voormalige) badhuis, het Borneohof en de Berlageblokken, beide rijksmonument.

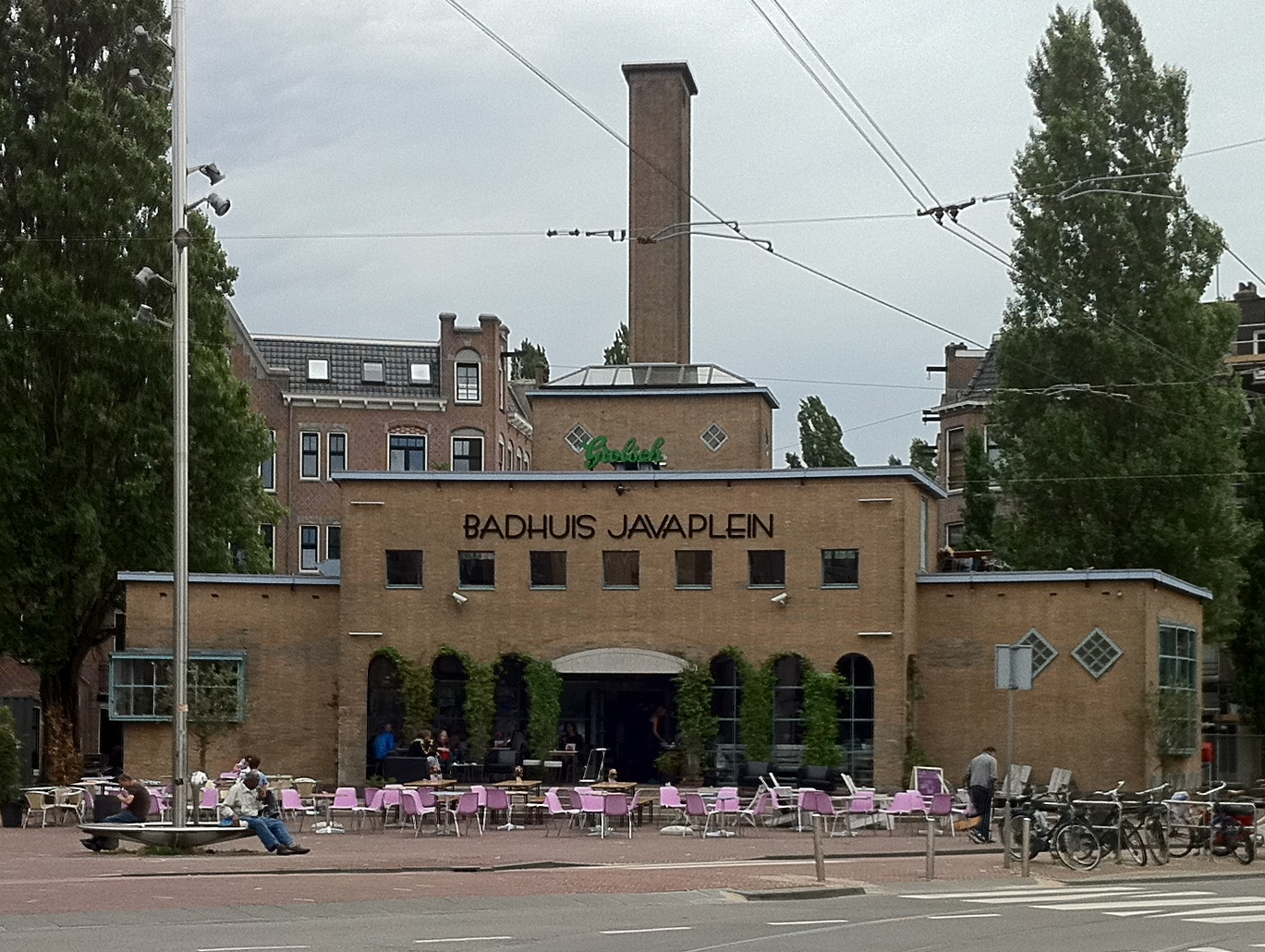
Horeca in oude badhuis Javaplein, ontmoetingsplek in de buurt, nu eigendom van Ymere

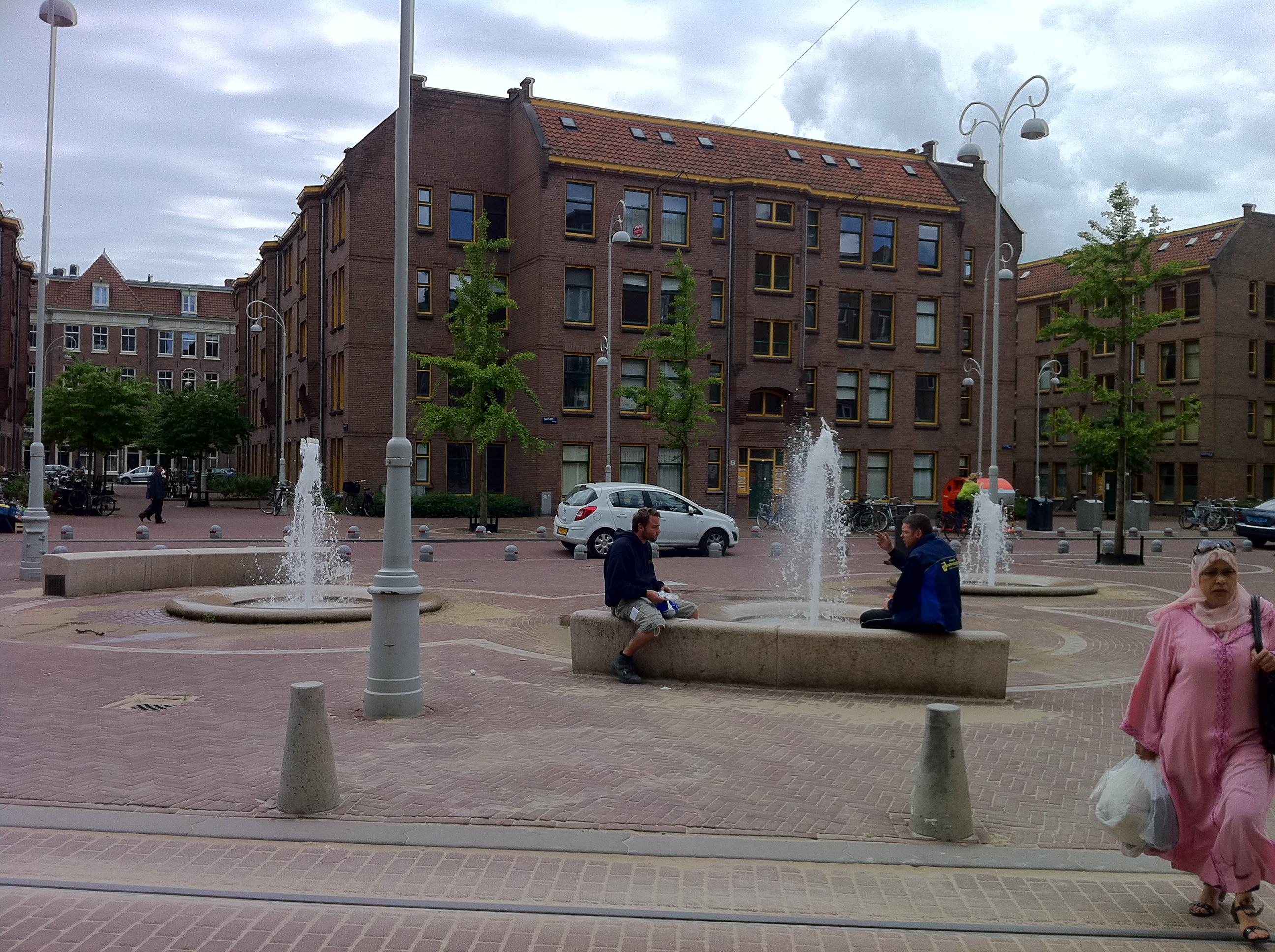
Rijksmonument Berlageblok aan het Javaplein

Vanaf 1915 was het Javaplein eindpunt van de lijnen 3 en 14, die komend vanaf de Borneostraat een lus via Molukkenstraat en Madurastraat bereden. Vanaf 1929 reed lijn 14 vanaf het plein verder via de Molukkenstraat richting Insulindeweg. In 1932 verdween lijn 14 uit de Indische Buurt en nam lijn 9 voor acht jaar de route over. In 1940 verscheen er ook een trambaan komend van de Javastraat (zijde Soembawastraat), deel van de keerlus van lijn 11. Deze werd in 1955 buiten dienst gesteld. Van 1940 tot 2004 was lijn 10 de vaste tramlijn op het Javaplein (behalve van 1986-1998 toen samen met tramlijn 6 elk in tegengestelde richting werd gereden en van 1998-2004 met tramlijn 7), sindsdien rijdt hier (weer) lijn 14, sinds 8 december 2023 alleen staduitwaarts.